# Hariyanto Arbi
Michael Ludwig Hariyanto Arbi (21 de enero de 1972) es un deportista indonesio que compitió en bádminton, en la modalidad individual. Ganó dos medallas en el Campeonato Mundial de Bádminton en los años 1995 y 1997.

## Palmarés internacional
| Campeonato Mundial | Campeonato Mundial    | Campeonato Mundial | Campeonato Mundial |
| Año                | Lugar                 | Medalla            | Prueba             |
| ------------------ | --------------------- | ------------------ | ------------------ |
| 1995               | Lausana (Suiza)       | Medalla de oro     | Individual         |
| 1997               | Glasgow (Reino Unido) | Medalla de bronce  | Individual         |